# شینگو ماتسوموتو
شینگو ماتسوموتو (انگلیسی: Shingo Matsumoto؛ زادهٔ ۳ مارس ۱۹۷۸) کشتی‌گیر اهل ژاپن بود.
وی در مسابقات کشوری و بین‌المللی در مجموع برندهٔ ۲ مدال طلا، ۱ مدال نقره، ۱ مدال برنز شده‌است.